# Раймунд I (граф Галісії)
Раймунд (лат. Raimundus; 1065/1070 — 20 вересня 1107) — франкський лицар, граф Галісійський (1090—1107). Представник Іврейської династії, засновник іспанського Бургундського дому. Четвертий син бургундського графа Вільгельма І й Стефанії Барселонської. Учасник Реконкісти. Чоловік леонської інфанти Урраки, доньки леонського короля Альфонсо VI (з 1090). Батько леонського короля Альфонсо VII. Також — Райму́ндо Бургу́ндський (ісп. Raimundo de Borgoña, порт. Raimundo de Borgonha).

## Біографія
Народився у Безансоні, Бургундія. Приїхав до Іспанії добровольцем у війську бургундського герцога Еда І на заклик короля Альфонсо після Битви при Саграхасі. Вперше згадується у привілеї короля Альфонсо клірикам Астрозького собору від 25 квітня 1087 року.
Одружився з інфантою Урракою, спадкоємницею Альфонсо VI. Став керувати Галісією після смерті Гарсії II (1090). У документах титулувався «графом», «господарем», «консулом», «сеньйором» Галісії (з 1094). Розвинув іспано-бургундські відносини, допомагав посиленню Клюнійського абатства.
Прийняв від короля Сантарен, Лісабон і Сінтру, які емір Бадахоський обміняв на захист від Альморавідів (1093). Після переведення Мартіна Моніса до Ароки (1093) одержав землі Коїмбрського графства. Поступово втратив контроль над португальськими теренами, які захопили альморавідські війська (1095). Через це заміщений у Португалії своїм кузеном Генріхом.
Претендував на леонський трон за правом дружини у випадку смерті Альфонсо VI. Уклав із Генріхом угоду, в якій як майбутній король обіцяв передати кузенові Толедо або Галісію в обмін на омаж і військову підтримку (1094 або 1170). Збудував замок у Грахалі (1102). Передчасно помер у цьому замку. Похований у Компостельському соборі святого Якова. 

## Родина
Дружина (з 1090) — Уррака (1081—1126), донька короля Леону Альфонсо VI.
Діти:
- Донька: Санча (1102—1159) — інфанта-королева Леону.
- Син: Альфонсо VII (1105—1157) — король Леону (1126—1157).